# Campeonato Femenino Sub-17 de la Concacaf de 2016
El Campeonato Femenino Sub-17 de la Concacaf de 2016 fue la V edición del torneo, que se disputó, Granada fue sede del Campeonato Sub-17 Femenino de CONCACAF; los tres primeros lugares consiguieron la clasificación a la Copa Mundial Femenina de Fútbol Sub-17 de 2016 en Jordania.

## Eliminatorias

### CaribeCFU
Puerto Rico fue sede de las eliminatorias del Caribe, solo los finalistas del certamen avanzaron al premundial en Granada.

### Grupo A
| Equipo      | Pts | PJ | PG | PE | PP | GF | GC | Dif |
| ----------- | --- | -- | -- | -- | -- | -- | -- | --- |
| Jamaica     | 7   | 3  | 2  | 1  | 0  | 9  | 4  | 5   |
| Cuba        | 6   | 3  | 2  | 0  | 1  | 4  | 3  | 1   |
| Puerto Rico | 4   | 3  | 1  | 1  | 1  | 5  | 4  | 1   |
| Bermudas    | 0   | 3  | 0  | 0  | 3  | 1  | 8  | -7  |

### Grupo B
| Equipo               | Pts | PJ | PG | PE | PP | GF | GC | Dif |
| -------------------- | --- | -- | -- | -- | -- | -- | -- | --- |
| Haití                | 9   | 3  | 3  | 0  | 0  | 20 | 0  | 20  |
| Trinidad y Tobago    | 6   | 3  | 2  | 0  | 1  | 11 | 6  | 5   |
| República Dominicana | 3   | 3  | 1  | 0  | 2  | 5  | 8  | -3  |
| Barbados             | 0   | 3  | 0  | 0  | 3  | 2  | 24 | -20 |

### Clasificación
|  | Semifinales             | Semifinales             |  |                   | Final                   | Final                   |  |
|  | 20 de noviembre de 2015 | 20 de noviembre de 2015 |  |                   | 22 de noviembre de 2015 | 22 de noviembre de 2015 |  |
|  |                         |                         |  |                   |                         |                         |  |
|  |                         |                         |  |                   |                         |                         |  |
|  | Jamaica                 | 1                       |  |                   |                         |                         |  |
|  | Trinidad y Tobago       | 0                       |  |                   |                         |                         |  |
|  |                         |                         |  |                   |                         |                         |  |
|  |                         |                         |  |                   |                         |                         |  |
|  |                         |                         |  |                   | Jamaica                 | '                       |  |
|  |                         | Haití                   |  |                   |                         |                         |  |
|  |                         |                         |  |                   |                         |                         |  |
|  |                         |                         |  |                   |                         |                         |  |
|  |                         |                         |  |                   | Tercer lugar            |                         |  |
|  |                         |                         |  |                   |                         |                         |  |
|  | Haití                   | 3                       |  | Trinidad y Tobago | 3                       |                         |  |
|  | Cuba                    | 2                       |  |                   | Cuba                    | 0                       |  |

### CentroaméricaUNCAF
Guatemala y Honduras fueron sede de las eliminatorias en Centroamérica, Guatemala fue sede del grupo A y Honduras del B. El primero de cada grupo consiguió su pase al pre-mundial de Granada en el 2016.

### Grupo A
| Equipo      | Pts | PJ | PG | PE | PP | GF | GC | Dif |
| ----------- | --- | -- | -- | -- | -- | -- | -- | --- |
| Guatemala   | 6   | 2  | 2  | 0  | 0  | 5  | 0  | 5   |
| El Salvador | 3   | 2  | 1  | 0  | 1  | 7  | 2  | 5   |
| Nicaragua   | 0   | 2  | 0  | 0  | 2  | 1  | 11 | -10 |

### Grupo B
| Equipo     | Pts | PJ | PG | PE | PP | GF | GC | Dif |
| ---------- | --- | -- | -- | -- | -- | -- | -- | --- |
| Costa Rica | 6   | 2  | 2  | 0  | 0  | 21 | 0  | 21  |
| Honduras   | 3   | 2  | 1  | 0  | 1  | 9  | 7  | 2   |
| Belice     | 0   | 2  | 0  | 0  | 0  | 1  | 24 | -23 |

La eliminatoria Granada 2016 se jugó con dos grupos de cuatro selecciones, los dos primeros lugares avanzarón a la ronda de semifinales, en esta instancia los vencedores jugaron la final del Premundial y avanzarón de forma directa a la Copa Mundial Jordania 2016, que se desarrolló a mediados de año.
Las selecciones que perdieron en la ronda de semifinales, disputaron el partido por el tercer lugar y el ganador, de igual forma, participó en el certamen mundialista.

## Fase final

### Equipos participantes
| CFU - Granada (sede) - Haití - Jamaica |  | UNCAF - Guatemala - Costa Rica |  | Clasificados automáticamente - México - Estados Unidos - Canadá |

#### Grupo A
| Equipo    | Pts | PJ | PG | PE | PP | GF | GC | Dif |
| --------- | --- | -- | -- | -- | -- | -- | -- | --- |
| Haití     | 9   | 3  | 3  | 0  | 0  | 18 | 3  | 15  |
| Canadá    | 6   | 3  | 2  | 0  | 1  | 11 | 2  | 9   |
| Guatemala | 3   | 3  | 1  | 0  | 2  | 9  | 6  | 3   |
| Granada   | 0   | 3  | 0  | 0  | 3  | 0  | 27 | -27 |

| 3 de marzo de 2016, 13:00 | Guatemala | 0:3 (0:2) | Canadá                                                    | Grenada National Stadium, Grenada |                              |
|                           |           | Reporte   | Jayde Riviere 6' · Sarah Stratigakis 34' · Vital Kats 64' | Árbitro(s): Francia González      | Árbitro(s): Francia González |

| 3 de marzo de 2016, 15:30 | Granada | 0:13 (0:9) | Haití | Grenada National Stadium, Grenada |                          |
|                           |         | Reporte    | Mikerline Saint-Félix 4' 14' · Nérilia Mondésir 8' 37' 40' 41' · Melchie Dumornay 13' · Martine Oliver 27' · Shelsi Dacius 33' 54' · Roseline Eloissaint 52' · Lovelie Pierre 70' 83' | Árbitro(s): Lola Simmons          | Árbitro(s): Lola Simmons |

| 5 de marzo de 2016, 9:00 | Haití                                               | 3:2 (2:0) | Guatemala                             | Grenada National Stadium, Grenada |                           |
|                          | Mikerline Saint-Félix 6' 11' · Nérilia Mondésir 88' | Reporte   | María Herrate 53' · Yuvitza Mayén 73' | Árbitro(s): Yanely Chávez         | Árbitro(s): Yanely Chávez |

| 5 de marzo de 2016, 11:30 | Canadá                                                                                         | 7:0 (4:0) | Granada | Grenada National Stadium, Grenada |                       |
|                           | Nahida Baalbaki 3' · Teni Akindoju 12' 14' 26' · Jordyn Huitema 72' 89' · Kennedy Faulknor 84' | Reporte   |         | Árbitro(s): Karen Abt             | Árbitro(s): Karen Abt |

| 7 de marzo de 2016, 17:00 | Canadá                | 1:2 (0:0) | Haití                                                   | Grenada National Stadium, Grenada |                            |
|                           | Sarah Stratigakis 78' | Reporte   | - Mikerline Saint-Félix 81' - Melissa Dacius 84' (pen.) | Árbitro(s): Karitza Guerra        | Árbitro(s): Karitza Guerra |

| 7 de marzo de 2016, 19:30 | Granada | 0:7 (0:3) | Guatemala | Grenada National Stadium, Grenada |                            |
|                           |         | Reporte   | Adriana Ordóñez 13' · Niurka Oliva 34' 60' · Yuvitza Mayén 45+2' · María Herrarte 49' · Resheda Charles 72' (a.g.) · Didra Martínez 87' | Árbitro(s): Crystal Sobers        | Árbitro(s): Crystal Sobers |

#### Grupo B
| Equipo         | Pts | PJ | PG | PE | PP | GF | GC | Dif |
| -------------- | --- | -- | -- | -- | -- | -- | -- | --- |
| Estados Unidos | 9   | 3  | 3  | 0  | 0  | 11 | 1  | 10  |
| México         | 6   | 3  | 2  | 0  | 1  | 5  | 3  | 2   |
| Costa Rica     | 3   | 3  | 1  | 0  | 2  | 5  | 6  | -1  |
| Jamaica        | 0   | 3  | 0  | 0  | 3  | 3  | 11 | -8  |

| 4 de marzo de 2016, 13:00 | México                                                                  | 4:2 (2:1) | Costa Rica                  | Grenada National Stadium, Grenada |                              |
|                           | Montserrat Hernández 2' · Dayana Cázares 18' · Daniela Espinosa 80' 88' | Reporte   | 23' 61' Gloriana Villalobos | Árbitro(s): Joanne Monestime      | Árbitro(s): Joanne Monestime |

| 4 de marzo de 2016, 15:30 | Jamaica          | 1:8 (1:2) | Estados Unidos                                                                         | Grenada National Stadium, Grenada |                            |
|                           | Shayla Smart 32' | Reporte   | Civana Kuhlmann 15' 49' · Ashley Sanchez 34' 56' · Frankie Tagliaferri 72' 75' 81' 87' | Árbitro(s): Tatiana Montes        | Árbitro(s): Tatiana Montes |

| 6 de marzo de 2016, 13:00 | Costa Rica                                                     | 3:2 (1:2) | Jamaica                               | Grenada National Stadium, Grenada |                            |
|                           | Valeria del Campo 28' · Marelyn Alvarado 75' · Marta Salas 90' | Reporte   | Tariana Clarke 33' · Ebony Clarke 21' | Árbitro(s): Sandra Benítez        | Árbitro(s): Sandra Benítez |

| 6 de marzo de 2016, 15:30 | Estados Unidos     | 1:0 (0:0) | México | Grenada National Stadium, Grenada |                                   |
|                           | Ashley Sanchez 73' | Reporte   |        | Árbitro(s): Marie-Soleil Beaudoin | Árbitro(s): Marie-Soleil Beaudoin |

| 8 de marzo de 2016, 13:00 | Estados Unidos                          | 2:0 (1:0) | Costa Rica | Grenada Natinal Stadium, Grenada |                            |
|                           | Alexa Spaanstra 7' · Ashley Sanchez 38' | Reporte   |            | Árbitro(s): Tatiana Montes       | Árbitro(s): Tatiana Montes |

| 8 de marzo de 2016, 15:30 | México                | 1:0 (0:0) | Jamaica | Grenada National Stadium, Grenada |                          |
|                           | Jacqueline Ovalle 41' | Reporte   |         | Árbitro(s): Lola Simmons          | Árbitro(s): Lola Simmons |

### Fase final
|  | Semifinales                               | Semifinales                               |   |       | Final                   | Final                   |  |
|  | 11 de diciembre y 12 de diciembre de 2015 | 11 de diciembre y 12 de diciembre de 2015 |   |       | 14 de diciembre de 2015 | 14 de diciembre de 2015 |  |
|  |                                           |                                           |   |       |                         |                         |  |
|  |                                           |                                           |   |       |                         |                         |  |
|  | Haití                                     | 0                                         |   |       |                         |                         |  |
|  | México                                    | 3                                         |   |       |                         |                         |  |
|  |                                           |                                           |   |       |                         |                         |  |
|  |                                           |                                           |   |       |                         |                         |  |
|  |                                           |                                           |   |       | México                  | 1                       |  |
|  |                                           | Estados Unidos                            | 2 |       |                         |                         |  |
|  |                                           |                                           |   |       |                         |                         |  |
|  |                                           |                                           |   |       |                         |                         |  |
|  |                                           |                                           |   |       | Tercer lugar            |                         |  |
|  |                                           |                                           |   |       |                         |                         |  |
|  | Estados Unidos                            | 5                                         |   | Haití | 2                       |                         |  |
|  | Canadá                                    | 0                                         |   |       | Canadá                  | 4                       |  |

#### Semifinales
| 11 de marzo de 2016, 17:00 | Haití | 0:3 (0:2) | México                                                              | Grenada National Stadium, Grenada |                            |
|                            |       | Reporte   | Dayana Cázares 5' · Maricarmen Reyes 12' · Montserrat Hernández 75' | Árbitro(s): Crystal Sobers        | Árbitro(s): Crystal Sobers |

| 11 de marzo de 2016, 20:00 | Estados Unidos | 5:0 (2:0) | Canadá | Grenada National Stadium, Grenada |                            |
|                            | Alexa Spaanstra 33' · Jordan Canniff 45+1' · Civana Kuhlmann 54' · Sophia Smith 90+1' · Frankie Tagliaferri 90+3' | Reporte   |        | Árbitro(s): Tatiana Montes        | Árbitro(s): Tatiana Montes |

#### Tercer Lugar
| 13 de marzo de 2016, 15:00 | Haití                    | 2:4 (0:0) | Canadá                                                     | Grenada National Stadium, Grenada |                       |
|                            | Nérilia Mondésir 80' 89' | Reporte   | Lauren Ralmondo 55' 75' · Vital Kats 61' · Shana Flynn 73' | Árbitro(s): Karen Abt             | Árbitro(s): Karen Abt |

#### Final
| 13 de marzo de 2016, 18:00 | México                | 1:2 (0:1) | Estados Unidos                           | Estadio Atlético de Granada, Saint George, Granada |                                   |
|                            | Jacqueline Ovalle 68' | Reporte   | Ashley Sanchez 42' · Civana Kuhlmann 85' | Árbitro(s): Marie-Soleil Beaudoin                  | Árbitro(s): Marie-Soleil Beaudoin |

|                                    |
| Bandera de Estados Unidos          |
| Campeón Estados Unidos 3.er título |

## Clasificados aJordania 2016
| México | Estados Unidos | Canadá |
| ------ | -------------- | ------ |

## Premios
| Premio        |  | Jugadora         | Selección      |
| ------------- |  | ---------------- | -------------- |
| Balón de Oro  |  | Ashley Sanchez   | Estados Unidos |
| Bota de Oro   |  | Nérilia Mondésir | Haití          |
| Guante de Oro |  | Laurel Ivory     | Estados Unidos |

| Premio                                |  | Selección |
| ------------------------------------- |  | --------- |
| Premio al Juego Limpio de la CONCACAF |  | México    |